# Matrículas automovilísticas de Chile

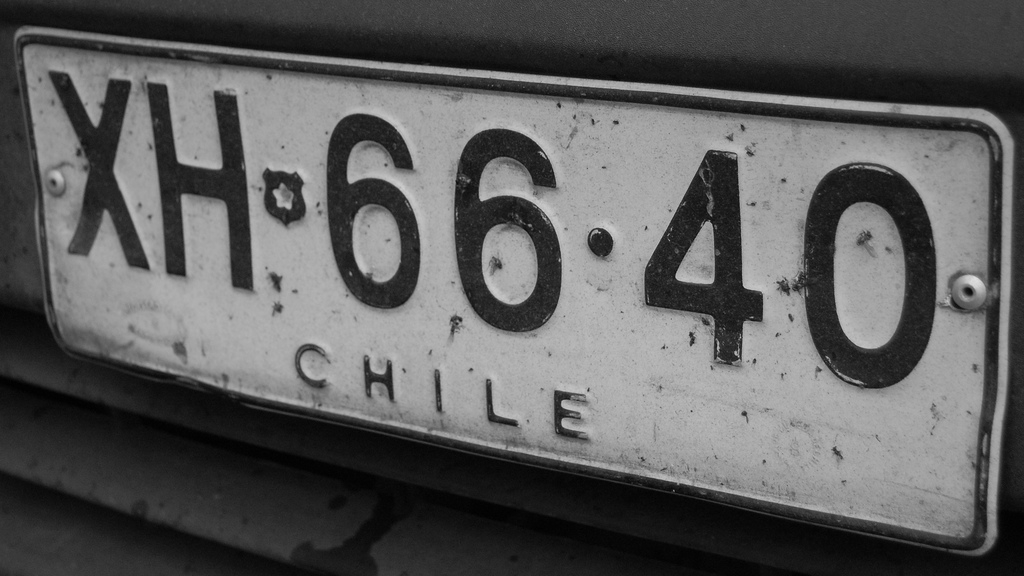
Placa de matrícula chilena (formato antiguo).

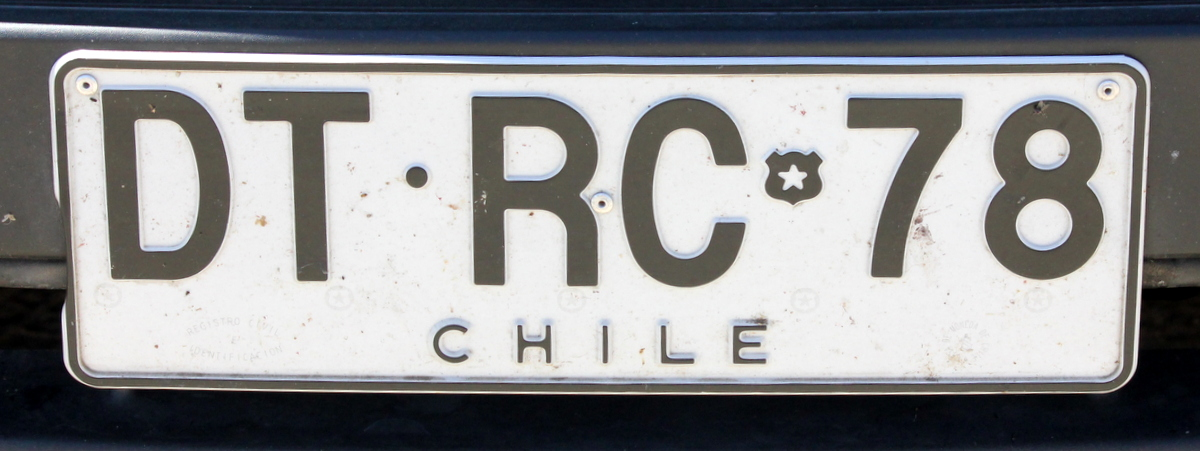
Placa de matrícula chilena (formato actual, hasta 2014).

Las actuales matrículas vehiculares en Chile son conocidas oficialmente como Placa Patente Única (PPU). Esta denominación se introdujo al unificar los registros de matrículas a nivel nacional, donde cada vehículo llevaría una placa única en el país, en 1985.

## Formatos

### Formato antiguo (antes del 31 de diciembre de 1984)
En el primer sistema de matriculación, los vehículos se registraban en cada municipalidad, y esta asignaba un registro de forma independiente, cuyas combinaciones se regían por cierta distribución geográfica.
Estas patentes llevaban combinaciones de letras y números. Igualmente llevaban distintos colores dependiendo del tipo de vehículo, el uso que se le da o el año. La distribución de la información (comuna, combinación, año, etc.) en las líneas de la placa (superior o inferior) también dependían de cada municipalidad.
Las cantidades de letras y números dependen de la época:
Notas:
La línea vertical / indica la separación entre la línea superior e inferior.
La separación indicada entre el año y el símbolo de la Casa de Moneda está marcada de manera que el primer dato escrito está sobre el segundo. Por ejemplo, si se encuentra como " · [70] " indica que el símbolo se ubica sobre el año.
- hasta 1940: Solo números. Ejemplo:
  - 39·718 / 38 VALPARAISO PR

- década de 1940 y década de 1950

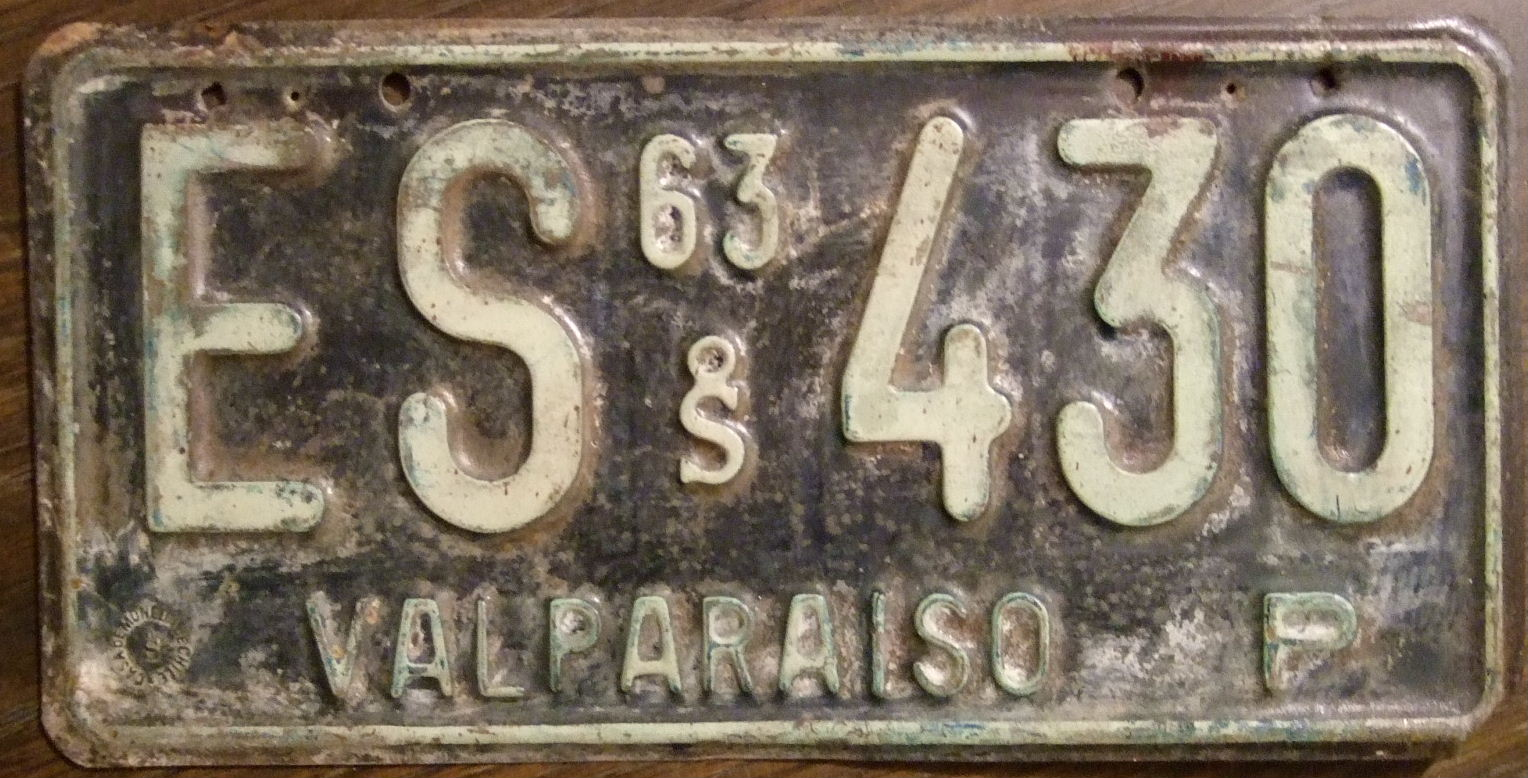
Placa de matrícula chilena de la comuna de Valparaíso en 1963.

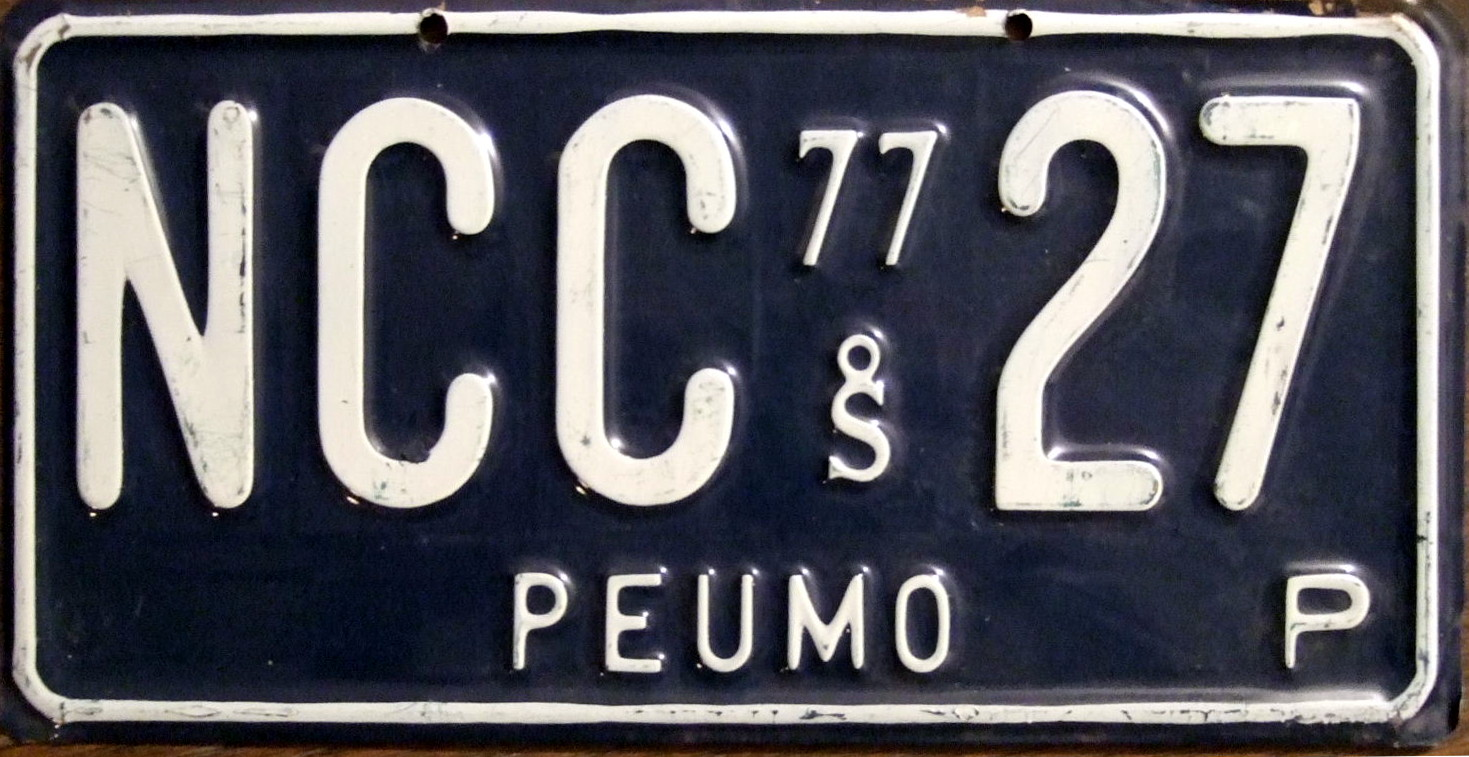
Placa de matrícula chilena de la comuna de Peumo en 1977.

  - para Santiago: Dos letras y dos números separados por una estrella, incluye el año y tipo de vehículo. Ejemplo:
    - BC·98 / 58 SANTIAGO P (Particular)

  - para el resto del país: Dos letras y tres números separados por una estrella (línea superior), incluye el año y tipo de vehículo (línea inferior). Ejemplos:
    - TC·104 / 59 PUNTA ARENAS P (Particular)
    - YH·477 / 58 QUILICURA SW (Station wagon)

- década de 1960
  - para Santiago: Dos letras y dos números separados por el símbolo de la Casa de Moneda de Chile (S̊) y el año (línea inferior). Ejemplo
    - SANTIAGO WAGONS / CZ ·[62] 85 (Station wagon)

  - para el resto del país: Dos letras y tres números separados por el símbolo de la Casa de Moneda de Chile y el año (línea inferior). Ejemplo:
    - FREIRE P / UL · [64] 274 (Particular)

- década de 1970
  - para Santiago: Dos letras y dos números separados por el año y el símbolo de la Casa de Moneda de Chile (línea superior). Ejemplo:
    - BG [71] · 51 / SANTIAGO P (Particular)

  - para el resto del país: Dos letras y tres números o tres letras y dos números (sin los ceros a la izquierda), separados por el año y el símbolo de la Casa de Moneda de Chile. Ejemplos
    - BOD [73] · 37 / PUEBLO HUNDIDO C (Comercial)
    - QUILACO P / ULA · [78] 19 (Particular)
    - QUIRIHUE A / RBJ · [76] 4 (Taxi)
    - RL [75] · 409 / PROVIDENCIA C (Comercial)

- década de 1980

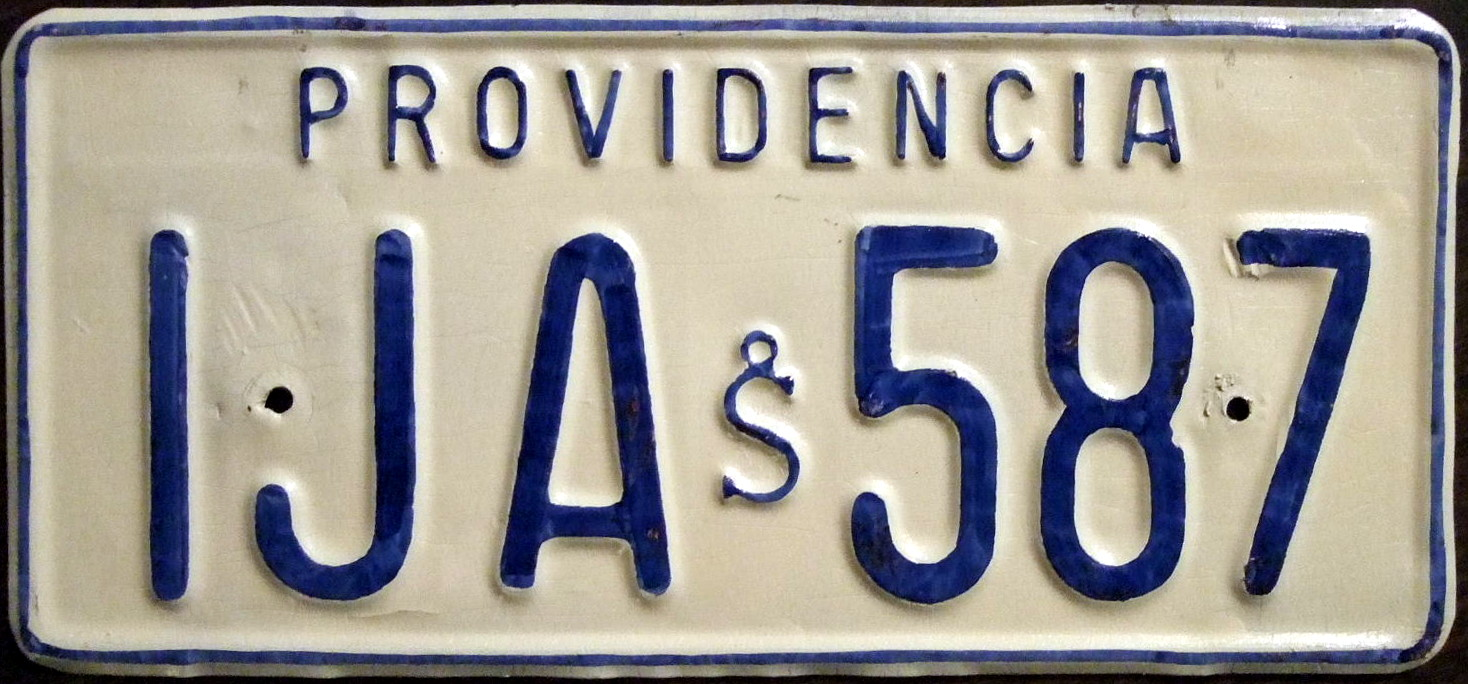
Placa de matrícula chilena de la comuna de Providencia de inicios de los años 1980.

  - para todo el país: Tres letras y tres números separados por el símbolo de la Casa de Moneda de Chile. Los colores determinan el tipo de vehículo, aunque igualmente dependen del año. Ejemplo:
    - HDU·376 / SANTIAGO 81
    - XIC·791 / TEMUCO 81
    - GRAL. LAGOS 82 / AAA·452
    -  TJE·813 / TALCA 83
    - GVC·629 / RENCA 84

Las letras iniciales entre 1981 y 1984 se distribuían de la siguiente forma:
- Regiones de Arica y Parinacota, y Tarapacá: A.
- Región de Antofagasta: B.
- Regiones de Atacama y Coquimbo: C.
- Región de Valparaíso: D, E, F.
- Región Metropolitana de Santiago: G, H, I, J, K, L, N, O, P, R.
- Región del Libertador General Bernardo O'Higgins: S.
- Región del Maule: T.
- Regiones del Ñuble y del Bio Bio: U, V.
- Región de La Araucanía: X.
- Regiones de Los Ríos y Los Lagos: Y.
- Regiones de Aysén del General Carlos Ibáñez del Campo y de Magallanes: Z.

### Formato AA·10-00 (1985-2007)
El formato consiste en dos letras y cuatro números (AA·10-00); las letras están separadas de los números por una figura simplificada del Escudo nacional, en tanto que los números están agrupados en dos pares de dígitos separados por un pequeño círculo. Además de los números visibles en la placa, el registro incorpora, en forma adicional, un dígito verificador, el que figura en la documentación del vehículo.
La primera letra puede ser una de las 23 siguientes (correlativo en la segunda letra entre A y H; correlativo en la primera letra en D, K, L y siguientes, en orden de aparición de las series): A, B, C, E, F, G, H, D, K, L, N, P, R, S, T, U, V, X, Y, Z, W y M. La letra I no se utilizó por su parecido con la J, aunque solo se utilizó con la letra D (quedando como DI.1234), la Ñ por parecerse a la N y la Q con la O. Solo hay patentes que comiencen con la letra O, si el vehículo pertenece a una representación diplomática. Actualmente, se utiliza la letra J para el registro nacional de remolques para el transporte de carga, que reemplazó el antiguo sistema de registro por comunas; por su parte, la M existe en combinaciones desde MZ a MX (otorgadas en orden inverso). Esta combinación permitía un parque automotriz de 5.289.999 vehículos.
La primera letra de la plaza permite identificar el año del vehículo, aunque sin precisión exacta y solamente desde la letra D en adelante. Estos años son: [cita requerida]
| - Antes de 1990: A, B, C, E, F, G y H - 1990: DA - DE - 1991: DE - DR - 1992: DR - DZ, KA - KF (algunos autos de ese año también eran BD y CF) - 1993: KF - KV (aprox.) - 1994: KV (aprox.) - LN - 1995: LN - NL - 1996: NN - PJ - 1997: P - R - S (Carabineros) - 1998: RN - SN | - 1999: S - T - 2000: T - U - 2001: U - V - 2002: V - 2003: V - X - 2004: X - Y - 2005: Y - Z (Carabineros) - 2006: Z - W (Carabineros) - 2007: W, ZW a KW (orden inverso, sin VW), MZ a MX (también en orden inverso). |

Es posible observar vehículos cuyas placas comienzan con una letra que no corresponde a su año de inscripción, lo que puede deberse a que el vehículo fue reinscrito, o bien, fue inscrito en una oficina donde se registran tan pocos vehículos que las combinaciones quedan atrasadas. Los más comunes fueron: [cita requerida]
- CH: si bien hay algunos vehículos antiguos (entre 1970 a 1985) que la tienen, gran parte de esta combinación fue utilizada entre los años 1993 y 1997.
- BJ: de menor abundancia que la letra anterior. De entre 27 00 a 30 00
- FG: de baja abundancia. De 26 01 a 30 99
- CG: de baja abundancia.
- HG: de baja abundancia. De 97 00 a 99 99

La segunda letra puede ser una de las 23 siguientes: A, B, C, D, E, F, G, H, I, J, K, L, N, P, R, S, T, U, V, X, Y, Z y W. Se dejó fuera la M y la W por ser demasiado anchas, la Ñ por su parecido con la N, la O por su parecido al cero y la Q por su parecido con la O y el cero. La I solo se usó en la combinación DI.
En las placas que comienzan con letras A, B, C, E, F, G y H, el orden correlativo se expresa en la segunda letra, por ejemplo, el orden correlativo de la primera serie fue AA - BA - CA - EA, y así sucesivamente; la serie siguiente fue AB - CB - EB - FB, y así sucesivamente. En un comienzo, no se usó la letra D al comienzo de la combinación, por su parecido con el cero, y tampoco se usaron las combinaciones BB, AD, AK, AY, GG y HZ, sino hasta mucho tiempo después.
También en el principio se dio cierta distribución geográfica no intencional algunas series asignadas según en la tabla, por ejemplo: [cita requerida]
| Región               | Combinación asignada                                                                                          |
| -------------------- | --- |
| Arica y Parinacota   | AA y BA |
| Tarapacá             | AB y CB |
| Antofagasta          | EB, FA, FB, GA y HA                                                                                           |
| Atacama              | GB y HB |
| Coquimbo             | AC, FD, GD y HD                                                                                               |
| Valparaíso           | AH, CH, CX, EH, EX, FX y GY FH (Los Andes) GH (San Felipe)                                                    |
| O'Higgins            | AX (San Fernando) CJ (Codegua) EA, FV y GV (Rancagua)                                                         |
| Maule                | BC, ER, ET, FE, FT, GE, y HS                                                                                  |
| Ñuble y Bío-Bío      | EC y GF (Chillán) AF y GT (Talcahuano) BF, BU, EF, HE y HT (Concepción) EU, FF y HF (resto de las provincias) |
| Araucanía            | FU, GC, GU y HU                                                                                               |
| Los Ríos y Los Lagos | AV, BG, BV, CV, EG, EV y HC                                                                                   |
| Aysén                | BD (parcial)                                                                                                  |
| Magallanes           | AE, BE, CE y CF (parcial)                                                                                     |
| Metropolitana        | Resto de las series originales CT (San Bernardo) EL (Santiago) GX (Paine) HH (Maipú) HR (Las Condes)          |

Las combinaciones que comienzan con las letras A, B, C, E, F, G y H, no fueron emitidas siguiendo un orden correlativo, a diferencia de lo que se hizo desde 1990 (D) y hasta el fin del sistema. De este modo, se registran combinaciones como CK y FK en la misma época (hasta 1984), en tanto que otras combinaciones no se emitieron simultáneamente, por ejemplo, HN se emitió a principios de los años 1980, mientras que FN y GN aparecieron hacia el final de esa década. Algunas combinaciones se emitieron durante casi toda la década, como AL, que puede ser vista tanto en vehículos de principios de la década de los 1980 y como en otros de finales de esa década e incluso los años 1990 en adelante. [cita requerida]
En 1990 se comenzaron a emitir placas siguiendo un orden correlativo marcado en la segunda letra, comenzando con la D: DA - DB - DD (no se usó la DC), y así sucesivamente. E, F, G, y H ya se habían usado en el sistema anterior y la J se había descartado por parecerse a la I, por lo que se siguió con la K: KA - KB - KC - KD, etcétera. Este orden permite identificar, con moderada precisión, el año de inscripción del vehículo, por ejemplo, la letra S se empezó a emitir desde fines de 1997, la letra X corresponde a mediados del 2003, etcétera.
Cuando las combinaciones llegaron a ZZ en 2006, se decidió extender la vida del sistema incorporando las letras W y M, originalmente descartadas por su ancho. Se comenzó con WA, avanzándose sucesivamente hasta WZ, luego, se usó como segunda letra, comenzando desde ZW y avanzando en orden inverso hasta KW; luego se continuó con la M, emitiéndose patentes en orden inverso desde MZ hasta parte de MX, la que fuera la última combinación emitida bajo ese sistema.
No existe certeza de haberse utilizado (casi) todas las combinaciones.[cita requerida]
Los números empiezan desde 1000 (AA·10-00) y suben correlativamente hasta llegar a 9999 (AA·99-99).
Todas las patentes llevan la palabra CHILE en su parte inferior, excepto las placas de buses del plan Transantiago, que dicen TRANSANTIAGO, y el signo que separa las letras de los números es el isotipo de dicho plan (cuadrado de fondo oscuro con una flecha). Asimismo, todas las patentes llevan en su extremo izquierdo la frase REGISTRO CIVIL E IDENTIFICACIÓN, formando un óvalo; en tanto que al extremo derecho se lee CASA DE MONEDA DE CHILE, formando un círculo en el cual está el emblema de la Casa de Moneda de Chile. Estas inscripciones están estampadas en relieve sobre la placa metálica, pero sin pintura sobre ellas, por lo que solamente son visibles desde cerca.
La fuente que se ha usado todo este sistema es Helvética Medium Condensed.

### Formato actual BB-BB·10 (2007-presente)

Ejemplos de patentes chilenas. Si bien actualmente se utiliza el formato BB-BB·10, las placas anteriores no fueron reemplazadas.

En septiembre de 2007 se comenzó a utilizar el nuevo formato, que se conforma por 4 letras y 2 números (BB-BB·10). Este sistema utiliza 18 letras, que son: B, C, D, F, G, H, J, K, L, P, R, S, T, V, W, X, Y, Z. No se emplean las letras M, N, Ñ, Q (por su parecido con la O y el número 0) y las vocales (para evitar combinaciones que forman palabras y así incomodar a los conductores de los vehículos). Si bien las placas de vehículos nuevos usan el formato BB·BB-10, las placas anteriores no fueron reemplazadas, por lo que actualmente coexisten los dos formatos. La combinación permite un parque automotriz de 9.447.840 (excluyendo los vehículos de Carabineros, Fuerzas Armadas y Bomberos).
Los números comienzan en 10 por cada serie de letras, hasta llegar a 99. Las letras siguen separadas de los números por una simplificación del Escudo nacional, y las 4 letras en 2 grupos de 2 letras por un círculo negro. El diseño (marco y tipo de letra) son los mismos que en el anterior formato.
Los años que le corresponden a cada letra son:
| - 2008: BB - BW - 2009: BX - CD - 2010: CF - CR - 2011: CS - DH - 2012: DJ - FD - 2013: F - 2014: G - 2015: H - 2016: H - 2017: J - 2018: K - 2019: L - 2020: P - 2021: P - 2022: R - 2023: S - 2024: T - 2025: V |

Considerando el ritmo de las inscripciones vehiculares antes del inicio del formato, se esperaba que las numeraciones de estas patentes durasen alrededor de 38 a 40 años. Sin embargo, por efecto del aumento en las ventas de vehículos, las cuatro primeras letras iniciales (B a la F) fueron agotadas en apenas 6 años, y de la mitad de la serie (B a la L) en tan solo 12 años, por lo que parece improbable que las combinaciones alcancen siquiera los 25 o 30 años, salvo que se incorporen más letras a la combinación (por ejemplo, aumentar de 18 a 20 letras incrementa en un 52% el número de combinaciones).
Al igual que en antiguo formato, las patentes llevan incluidas en la parte inferior la palabra CHILE, exceptuando las placas de buses de Transantiago, las que llevan la palabra TRANSANTIAGO y su correspondiente isotipo. También al igual que el formato anterior, incluyen los signos del Registro Civil y la Casa de Moneda, con la diferencia de que ahora se encuentran impresas sobre la placa.
En 2014, gracias a una nueva licitación de la Casa de Moneda de Chile, cambian de tipografía en las todas las matrículas con el sistema FE-Schrift para evitar falsificaciones en las placas (tipografía Car-Go). Como novedad, traen una indicación del estampado, en el extremo izquierdo de la patente si lleva la parte delantera o trasera.

### Patentes de remolques - Registro Nacional de Transporte de Carga Terrestre
Según la ley 19.872, que entró en vigencia el 20 de diciembre de 2003, los remolques y semirremolques (además de los camiones y tractocamiones) cuyo peso bruto vehicular sea igual o superior a 3860 kg. deben inscribirse en el Registro Nacional de Transporte de Carga Terrestre, reemplazando a los Registros Municipales de Carros y Remolques. Las patentes de remolques y semirremolques utilizan el mismo diseño que las placas de vehículos motorizados, siguiendo el antiguo formato (AA·10-00) y utilizan la serie completa de la letra J, sin perjuicio de lo que se establezca cuando comience a utilizar el nuevo formato (BB-BB·10) una vez finalizada la serie. Solamente se usaron las series entre JA y JP, siendo reemplazadas por el actual formato de cuatro letras identificando un holograma estampado en R (remolque) y SR (semirremolque).
Los remolques y semirremolques con un menor peso bruto vehicular siguen inscribiéndose en los registros municipales. Las patentes de remolques de dichos registros son de color blanco, tienen tres letras y tres números (ABC·123) escritos en color rojo, y sobre ellos indican la comuna en la que se registraron. Las series utilizadas están distribuidas geográficamente por comuna, lo que podría explicarse en que derivan de los antiguos registros municipales de vehículos motorizados (hasta 1985).
Mientras tanto, los camiones y tractocamiones inscritos en el Registro Nacional de Transporte de Carga Terrestre también se inscriben en el Registro de Vehículos Motorizados, por lo que no portan patentes especiales.

### Patentes de motocicletas
Son de tamaño pequeño. Constan de 2 letras y 3 números (AB·123), separadas por un punto. Sobre ellas se encuentra la palabra CHILE. En realidad, dichas combinaciones quedan registrados como AB·0123, debido a su reducido espacio de la placa, en las que no aparece el primer cero; éstas parten numeradas desde 100 hasta 999 (es decir, 01-00 a 09-99) -los dígitos 001 al 099 están reservados para carruajes-. Últimamente han completado las series con las letras I, J, M, O, Q y parte de W solamente en el uso de vehículos de dos ruedas.
Cada placa contiene un par (delantera y trasera), al igual que los demás vehículos motorizados, salvo las motocicletas de Carabineros.
A partir de 2014, se utiliza un nuevo formato, el de tres letras y dos números (BBB·10) bajo caracteres FE-Schrift y el tamaño de las placas más grandes que las anteriores. Las combinaciones son idénticas que las de otros vehículos. Al igual que el anterior, quedan documentados como BBB·010 por razones lógicas.[cita requerida]

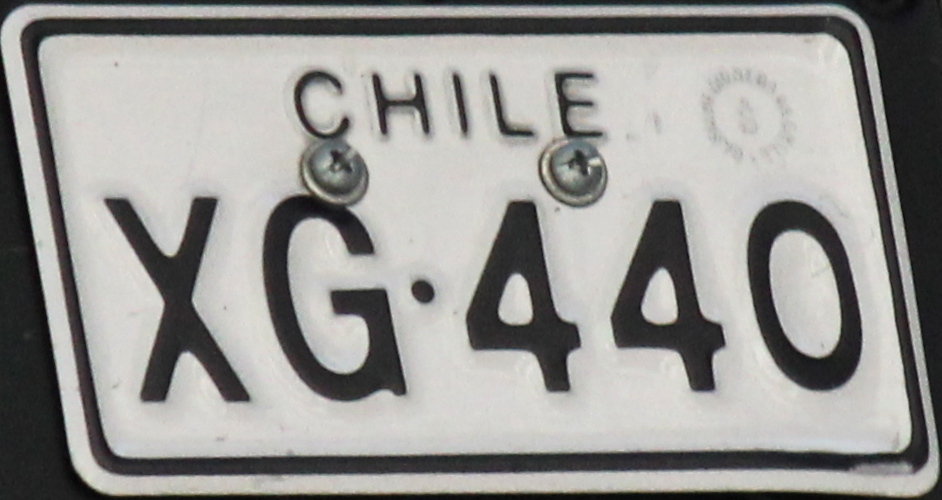
Formato antiguo
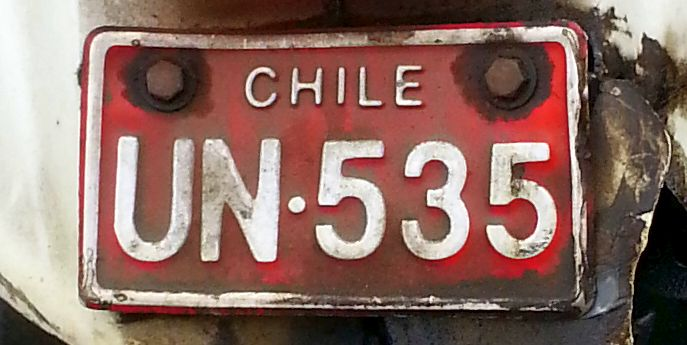
Zona Franca (formato antiguo)
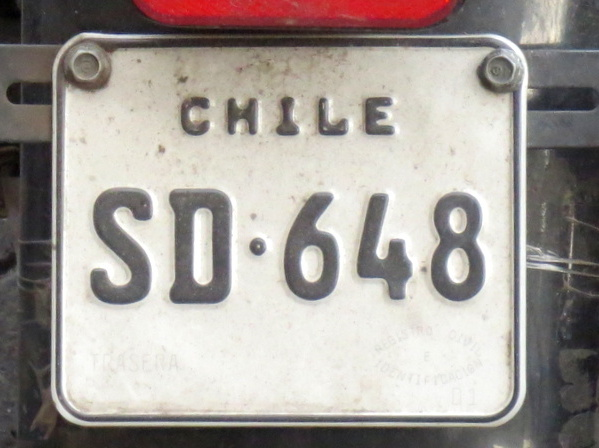
Formato antiguo (duplicado)
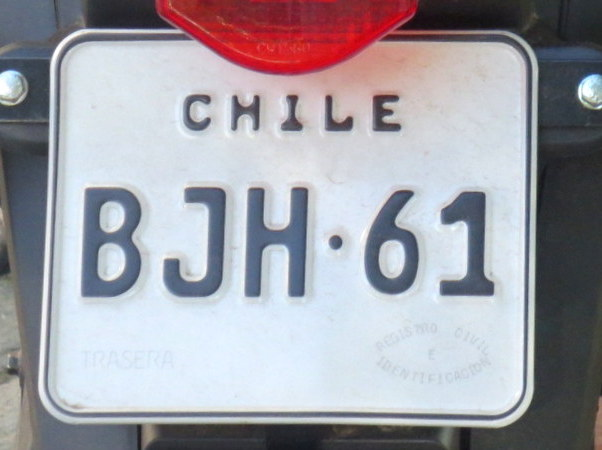
Nuevo formato
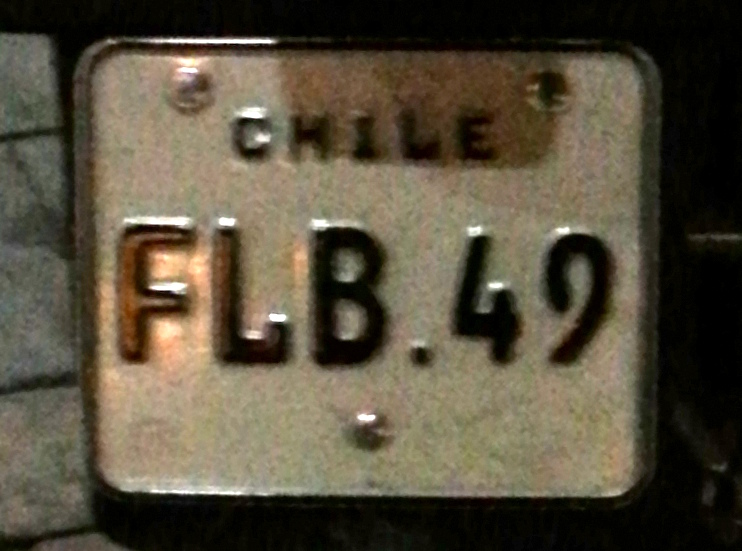
Nuevo formato, con un punto debajo

## Formatos especiales

### Patentes provisorias

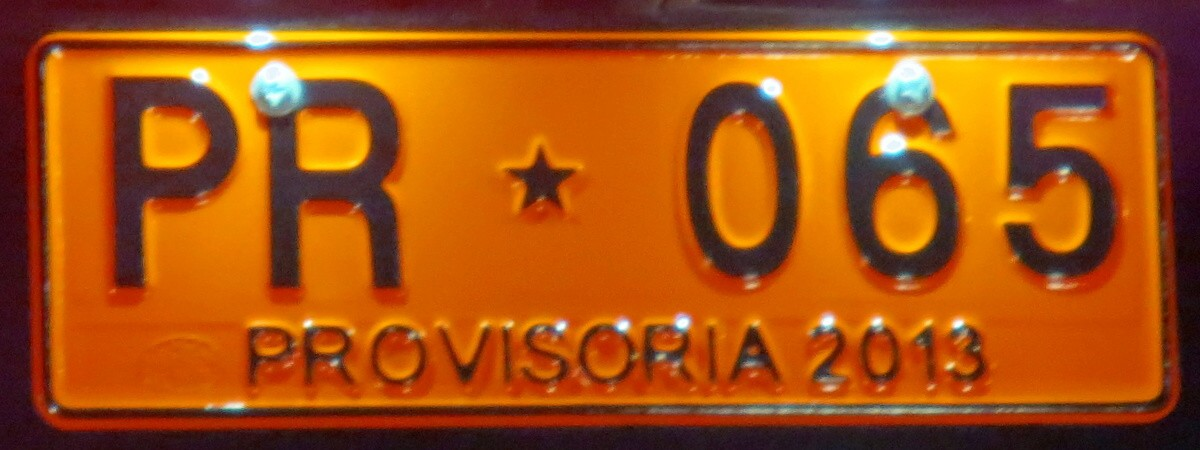
Placa provisoria.

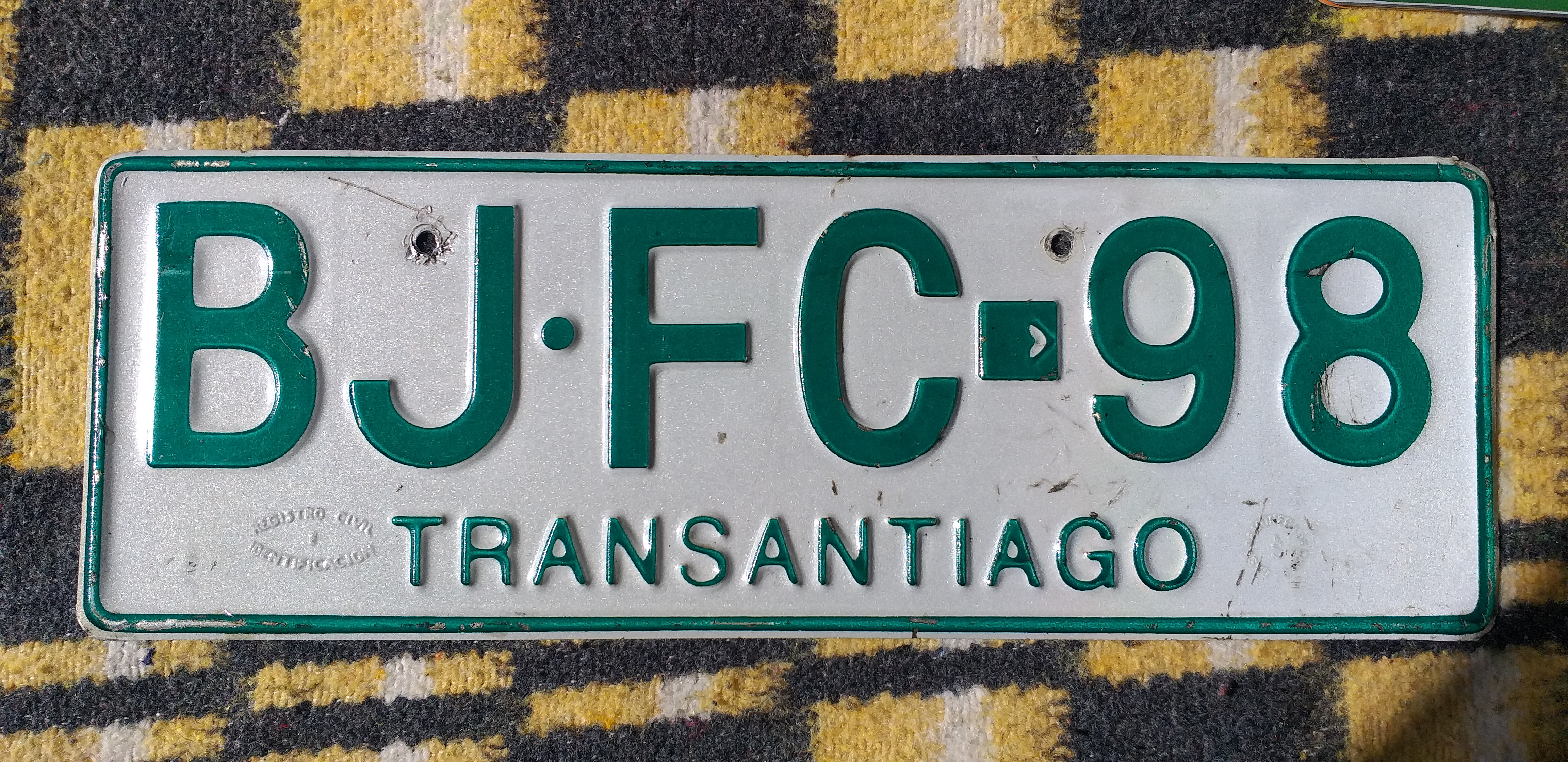
Ejemplo de placa del Transantiago, dada de baja. Bajo formato Helvética Medium Condensed.

Son del mismo tamaño que las normales. Tienen un fondo naranja con caracteres negros. Se conforman de dos letras, combinación PR, seguidas por 3 o 4 números (p. ej.: PR·064, PR·1009); las letras se separan de los números por una estrella negra, y en la parte inferior se encuentra la inscripción PROVISORIA (año) dependiendo del año en que fue otorgada (p. ej.: PROVISORIA 2007). Son patentes que usan exportadores o concesionarios para movilizar vehículos sin inscribirlos, comúnmente para autos que se encuentran en pruebas.
Transantiago (Actual Red Bus de Movilidad)
Son del mismo tamaño que las normales. Tienen fondo blanco reflectante con caracteres verdes. Se conforman de dos letras y cuatro dígitos (correspondiente a la serie AA·00·00 que rigió entre 1985-2007), también existen bajo formato AA·AA·00, vigente desde 2007 a la fecha. Su isotipo fue un cuadrado con un signo "›" para diferenciar de las civiles normales de caracteres negros que usan el estandarte nacional. Después que su transición a Red Bus de Movilidad que abarca a nivel nacional se decidió terminar con el formato de Transantiago y pasarlo a CHILE, esto para evitar problemas de prensado, inscripción y entregas finales a los buses que circularán por las otras regiones y ciudades del país.

### Carabineros de Chile

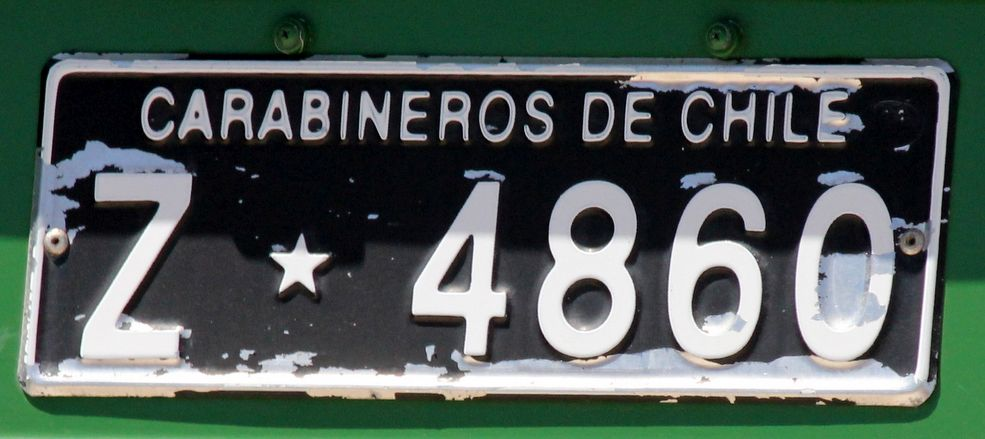
Matrícula de Carabineros. Z = Furgón policial

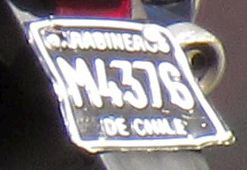
Matrícula de motocicleta de Carabineros

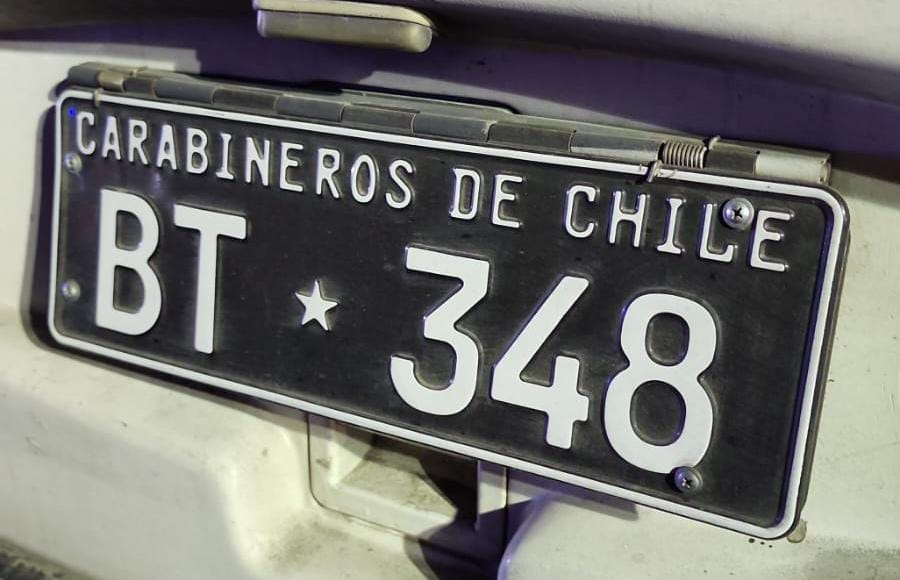
Placa bajo formato FE-Schrift, primera aparición año 2024, luego de que estuvo en periodo de transición del formato Helvética Medium Condensed que se dejó de prensar en el año 2014 para todas las placas civiles, exceptuando Vehs. de emergencia y placas provisorias, junto al registro de carros de arrastre ligeros municipal. Este ejemplar en el formato mencionado, comenzó a ser oficial, luego que existieran placas provisorias planas, pintadas de negro con un vectorial adhesivo blanco para los caracteres.

En el formato correspondiente al parque vehicular de Carabineros de Chile, se utilizan las combinaciones y/o letras:
| - Radiopatrullas: RP - Ambulancias: A - Buses: B - Camiones: C - Carrozas funerarias: F - Carros blindados: CB - Apoyo Grua: AG - Patrulla Comunitaria: PC - Moto de Tránsito: MT (Nueva placa bajo formato FE-Schrift - Traslado Imputados: TI - Bus Táctico: BT | - Furgones y retenes móviles: Z - Jeeps (por lo común lanza gases): J - Carros lanza aguas: LA - Lanchas: LC - Motocicletas: M - Transporte de la Escuela de Caballería: TC - Carros rodante (remolques) [cita requerida]: CR - Cuartel móvil: CM - Transporte Blindado Personal: TBP - Laboratorio Movil: LM - Apoyo Patrulla (Fronteriza y Fiscalización): AP |

Desde el mes de Agosto de 2024, comenzaron a ser prensadas las placas institucionales bajo la modalidad FE-Schrift de la compañía Utsch Tönnges International, licenciando a Casa de Moneda de Chile, bajo aprobación de la ley en 2014 en cuanto al formato de placas vehiculares en Chile. 

Les siguen la asignación numérica correspondiente la cual pertenece únicamente a CARABINEROS DE CHILE. Sobre la combinación alfanumérica se encuentra la inscripción CARABINEROS DE CHILE.

### Bomberos

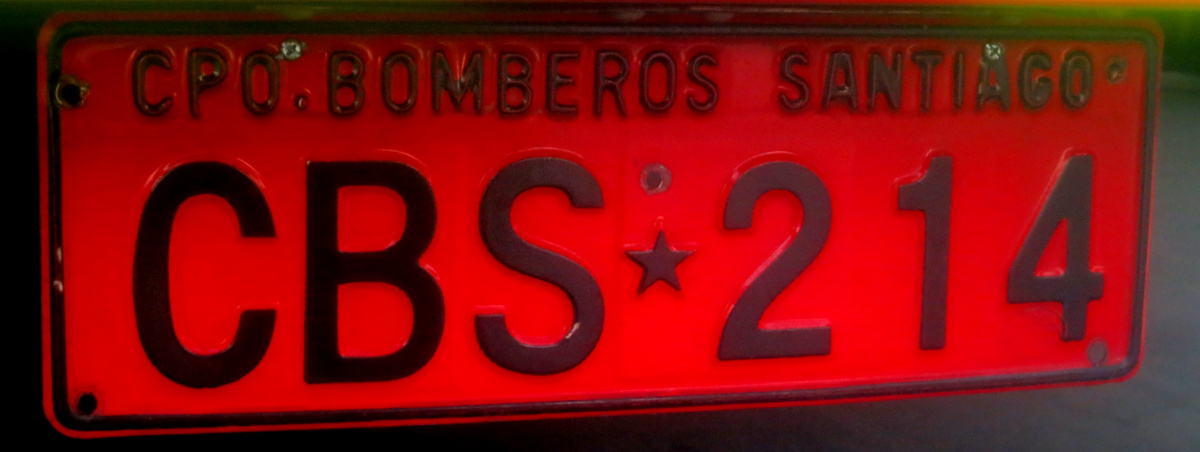
Placa de Bomberos.

En algunos cuerpos de bomberos del país, se usan aquellas placas institucionales bajo combinación CB (Cuerpo de Bomberos), seguida de una o dos letras por municipio, más una estrella y un número que identifica. Sobre ella, se encuentra la inscripción CPO. BOMBEROS y el nombre del municipio correspondiente.
A contar del mes de diciembre de 2023, se creó el Sistema de Unificación de Bomberos de Chile, debido a la aparición de Cuarteles "Piratas" que estaban apareciendo en pueblos lejanos. Por tanto, para oficializar de manera definitiva a los cuarteles oficiales, las placas ya no llevan su nombre por cuartel o compañía, sino son ahora las nuevas placas "BOMBEROS DE CHILE". En esta nueva homologación, todo carro bomba, vehículos de apoyo incluye motos o motonetas y rescate deben hacer el trámite de cambio de placa (no importando el año) entregando la placa civil normal al SRCeI y obtener sus duplicados en rojo oscuro con caracteres negros y la leyenda Bomberos de Chile donde estaba el nombre del país en la placa normal que portaban. Éstas vienen bajo la nueva modalidad FE-Schrift, sin embargo, tampoco portan la banda holográfica de seguridad por encima de los caracteres negros de la placa.
Su nomenclatura se mantiene tal cual como la que tuvo en placa blanca, solo cambia el nombre. Ej: Placa del año 1999 TA*00-00 CHILE, pasa al nuevo formato tal cual, pero cambia a BOMBEROS DE CHILE.

### Fuerzas Armadas

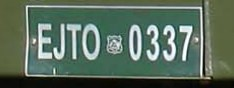
Matrícula de Ejército

Las matrículas del Ejército se utiliza la combinación EJTO, más la numeración correlativa.

### Cuerpo diplomático

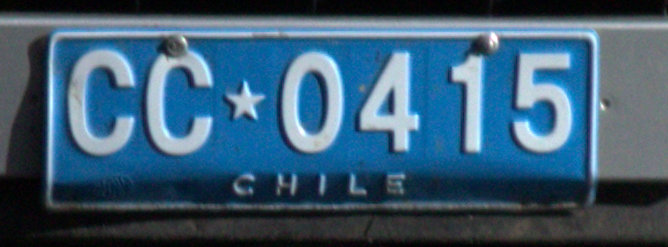
Cuerpo Consular. 04 = Argentina

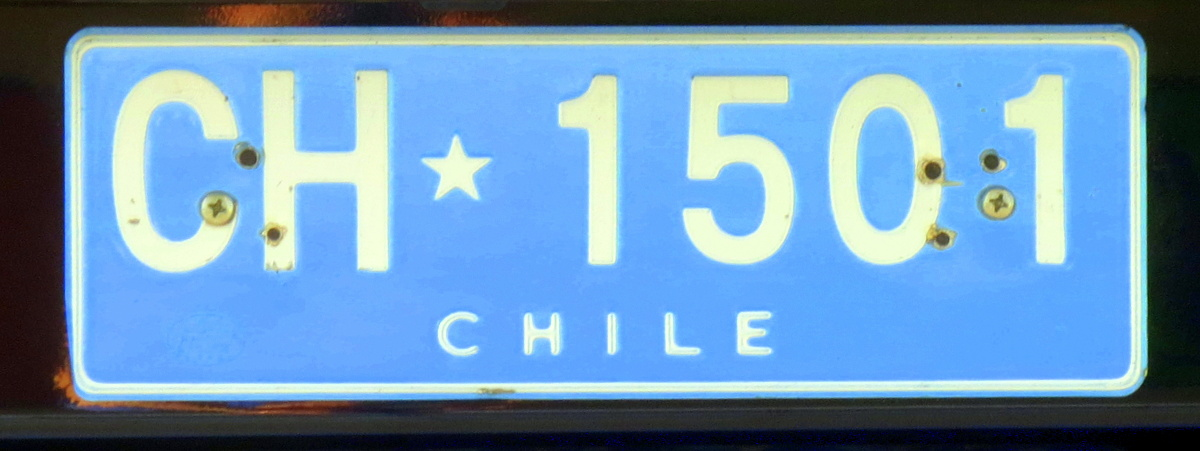
Cónsul Honorario. 15 = Costa Rica

La serie correspondiente al cuerpo diplomático usa las siguientes combinaciones: CD (Cuerpo Diplomático), CC (Cuerpo Consular), AT (Asistencia Técnica Personal), CH (Cónsul Honorario), OI (Organismo Internacional) y PAT (Permiso de admisión temporal), seguidas de su correspondiente numeración, separadas por una pequeña estrella. Bajo esto se encuentra la inscripción CHILE. Los primeros dígitos dobles identifican el país u organización ordenados por orden alfabético.
Estos son algunos de los países que representan por dos primeros dígitos:
| 01 – Ciudad del Vaticano · 02 – Alemania · 04 – Argentina · 05 – Australia · 06 – Austria · 07 – Bélgica · 09 – Brasil · 10 – Bulgaria · 11 – Canadá · 12 – República Checa · 13 – Colombia · 14 – Corea del Sur · 15 – Costa Rica · 16 – Croacia · 17 – Cuba · 18 – Dinamarca · | 20 – Egipto · 21 – El Salvador · 23 - España · 24 y 25 – Estados Unidos · 26 – Etiopía · 27 – Rusia · 28 – Filipinas · 30 – Francia · 33 – Guatemala · 36 – Hungría · 37 – India · 38 – Indonesia · 39 – Israel · 40 – Italia · 41 – Japón · 44 – Malasia · 46 – México · | 47 - Nicaragua · 48 – Noruega · 53 – Paraguay · 54 – Perú · 55 – Polonia · 57 – Reino Unido · 58 – Siria · 59 – Argelia · 60 – República Dominicana · 62 – China · 69 - Turquía · 70 – Uruguay · 76 – Irak · 80 – Unión Europea · 99 – Bolivia · |

## Material, colores y medidas
La patente es una lámina metálica hecha de aluminio con los siguientes colores según el uso del vehículo (formatos AA·10·00 y BB·BB·10):
- Vehículos particulares (AA·00·00, AA·AA·00), remolques (JA·00·00, AA·AA·00) y motocicletas (AA*000, AAA*00): fondo blanco con letras negras.
- Carabineros de Chile, series M, AP, Z, B, RP, LA, AG, C y J: fondo negro con letras blancas. (algunas de estas placas son plásticas, hechas por entes fuera de Casa de Moneda de Chile)
- Diplomáticos: Placas AT, CC, CD, OI, PAT (Permiso de Acceso Transitorio), CH (Cónsul Honorario) fondo celeste con letras blancas.
- Taxi básico: fondo naranjo oscuro con letras negras.
- Radiotaxi turismo: fondo naranjo claro con letras blancas.
- Taxis colectivos: fondo amarillo con letras negras.
- Buses de Transantiago: fondo blanco con letras verdes.
- Vehículos adquiridos en Zona Franca: fondo rojo con letras blancas (formatos AA·10·00 y AA·AA·00, autos y camiones).
- Patentes provisorias: Fondo naranjo con caracteres negros. (PR*000 y PR*0000 desde 2014)
- Bomberos: fondo rojo con letras negras o blancas. (Algunas de estas placas, tienen formato CBS*000 y abajo con la leyenda CHILE, muy pocas bombas llegaron a acuerdo con la presidencia de Bomberos de Chile, y cada estación de bomberos creó su propio formato con el nombre de la compañía asociada). Ejemplo: el cuerpo de bomberos de San Miguel y la Cisterna tienen sus placas con el nombre de la estación de bomberos, arriba, placa rojo oscuro de fondo y caracteres blancos). Bomba España, adoptó placas CBS de tres dígitos y la palabra Chile abajo, placas rojas oscuras con caracteres negros.

Las medidas de las matrículas son de 360 × 130 mm, y 145 × 120 mm para motocicletas (anteriormente 105 x 120 mm en el formato antiguo).

## Curiosidades

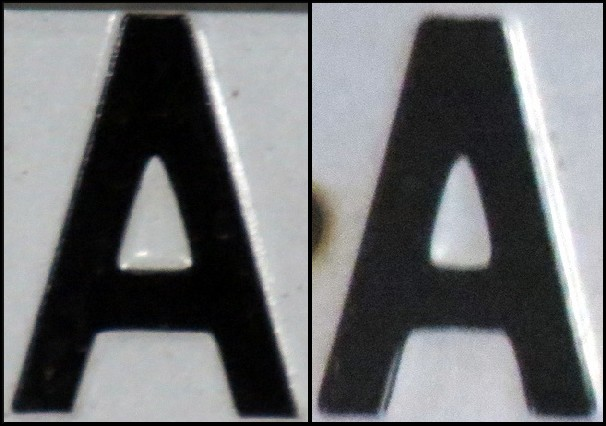
Comparación de caracteres anterior y posterior de la transición.

- Las combinaciones que jamás se usaron en el sistema antiguo, por cuanto no figuran el listado de combinaciones del Instructivo para Validación de Patentes[1] del Servicio de Registro Civil e Identificación fueron: BB, AD, AK, AY, CC, CD, GG, HZ, DC y VW. Estas se incorporaron posteriormente, solamente para motocicletas (salvo GG y VW). Asimismo, las únicas combinaciones, según el mismo instructivo, que terminaron en M y Q, y que utilizaron la I y la O, fueron: XM, XQ, DI, ZI, JO, AI, BI, BM, BO, CI, CM, CO, DM y DO.
  - Cabe destacar que, a pesar de estar incluidos en dicho documento, las combinaciones JO, XM, XQ y ZI no existen en ningún vehículo matriculado ni en los registros. [cita requerida]
- En ese instructivo aparecen registradas 582 combinaciones de 2 letras, incluyendo las combinaciones de remolques y motocicletas.
- Durante 7 años, la combinación UE se utilizó solo para taxis y taxis colectivos de todo tipo, exceptuando taxi turismo, esto entre 2000 y 2007. Otras combinaciones usadas exclusivamente en vehículos de locomoción colectiva menor fueron ZC, ZG, ZZ -esta última mayoritariamente usada en taxis básicos-, WP y algunas XH y YC. Para el formato nuevo de 4 letras y 2 dígitos algunas combinaciones para estos vehículos son: BC, BJ, BX, CX, DK, FD, FL, GB, GP, HG, HW, JW y las últimas han sido KC, KD, KY, LZ y PV.
- Desde 2014, ciertas combinaciones para remolques y semirremolques del sistema nuevo son GR, HG, HX, JW, KD, KY, PT, PW y PX.
- A partir de 2008, la mayoría de los buses Transantiago (hoy RED) comenzaron a tener seriales exclusivos para sus buses nuevos, estas comenzaron con la combinación BJFxxx (desde BJFB10 hasta BJFZ99), luego ocuparon las combinaciones CJRxxx, las combinaciones FLXxxx, y parte de las combinaciones GCBxxx, que es la vigente actualmente. Sin embargo, hay buses nuevos que llegaron al sistema que fueron inscritos con seriales cualquiera asignadas en el momento. Así también, hay buses de estos seriales que fueron dados de baja y son repartidos a provincias y regiones.
  - Actualmente las placas Transantiago están siendo reemplazadas por la civil normal Chile debido al cambio de nombre del actual sistema y sus contratos. Como el sistema Red Bus de Movilidad es a nivel nacional y no solo Metropolitano, para evitar mayores tiempos de trabajo y gastos de recursos, Casa de Moneda de Chile prensa matrículas normales para los buses; esto para evitar, por ejemplo, problemas y posibles errores con las regiones. Ej.: Sistemas de transporte Urbano Licitado como Transvalparaiso, Transconcepción, Transtemuco, Translosangeles. Es por ello, que se decidió simplificar el problema de nombres, volviendo a la única categoría global para registrar vehículos con placa normal "Chile".
  - Para los buses que ya poseen sus placas "Transantiago", se mantiene su antiguo sistema, permitiéndoles obtener duplicado al sistema FE-Schrift.
  - Los buses que pasaron a ser dados de baja del antiguo sistema Transantiago, y fueron enviados a regiones para uso Turismo, Recorrido rural o Transporte Escolar, éstos deben devolver sus placas "Transantiago" al SRCeI (Servicio de Registro Civil e Identificación) para poder obtener sus placas genéricas en caracteres negros (CHILE) y con banda holográfica de seguridad. De lo contrario, no pueden circular en regiones con placas "Transantiago".
  - Mientras que las placas de uso particular (caracteres negros con fondo blanco) son las únicas que poseen banda holográfica de seguridad con las siglas SRCeI, en el resto de submodalidades como: Transantiago, Bomberos de Chile (Nuevo Formato General), Taxi Colectivo, Taxi Básico, Taxi Turismo/Aeropuerto, Diplomáticas, Duplicados de Zona Franca (rojas en FE-Schrift) y Carabineros de Chile no poseen medidas de seguridad.
- Antiguamente, las placas de zona franca eran de fondo rojo y letras blancas, dicha configuración de placa hacia fines de 2004 comenzó a ser usada en las placas de vehículos ingresados por zona franca (Iquique y Punta Arenas). Como dato anexo se puede mencionar que las combinaciones ZD, ZE, ZF, WL, WN y algunas ZZ solo se asignaron a placas de esta categoría en sus inicios.
- El diseño de las patentes cambió en 1991, a partir de la combinación DP, los trazos de los caracteres se hicieron un poco más delgados y el estampado se regularizó.
- También cambió entre la combinación MX (la última del sistema antiguo, exceptuando las motocicletas y de las combinaciones con J de los remolques) y la BB.BB-10. Las placas nuevas llevan las letras estampadas en ángulos rectos, de manera el relieve es plano, en tanto que, en las placas anteriores el relieve era redondeado. A partir del cambio de tipografía, la serie actual se mantiene, iniciando la combinación GK.
  - A partir de la combinación PX se observa un poco más de grosor en la letra en conjunto con un sello del tipo holograma en estas mismas, que se reflejan a través de la luz.
- Este sistema es similar a los usados en Países Bajos (NL).[cita requerida]